# Formidable (Schiff, 1795)
Die Formidable war ein 80-Kanonen-Linienschiff (Zweidecker) 1. Ranges der Tonnant-Klasse der französischen Marine (1795–1805) und später britischen Marine (1805–1814).

## Geschichte

### Bau
Die spätere Formidable wurde im Januar 1794 zusammen mit ihren Schwesterschiffen Guillaume Tell und Franklin bestellt und im August 1794 unter der Bauaufsicht des Schiffbauers Jean-Jacques Abauzir im Marinearsenal von Toulon auf Kiel gelegt. Im Dezember 1794 wurde das Schiff auf den Namen Figuires getauft und am 17. März 1795 erfolgte der Stapellauf. Im Mai 1795 wurde die in Ausrüstung befindliche Figuires  in Formidable umbenannt und am 27. Oktober 1795 als viertes Schiff ihrer Klasse in Dienst gestellt.

### Einsatzgeschichte
Nach ihrer Indienststellung diente das Schiff in der französischen Mittelmeerflotte.

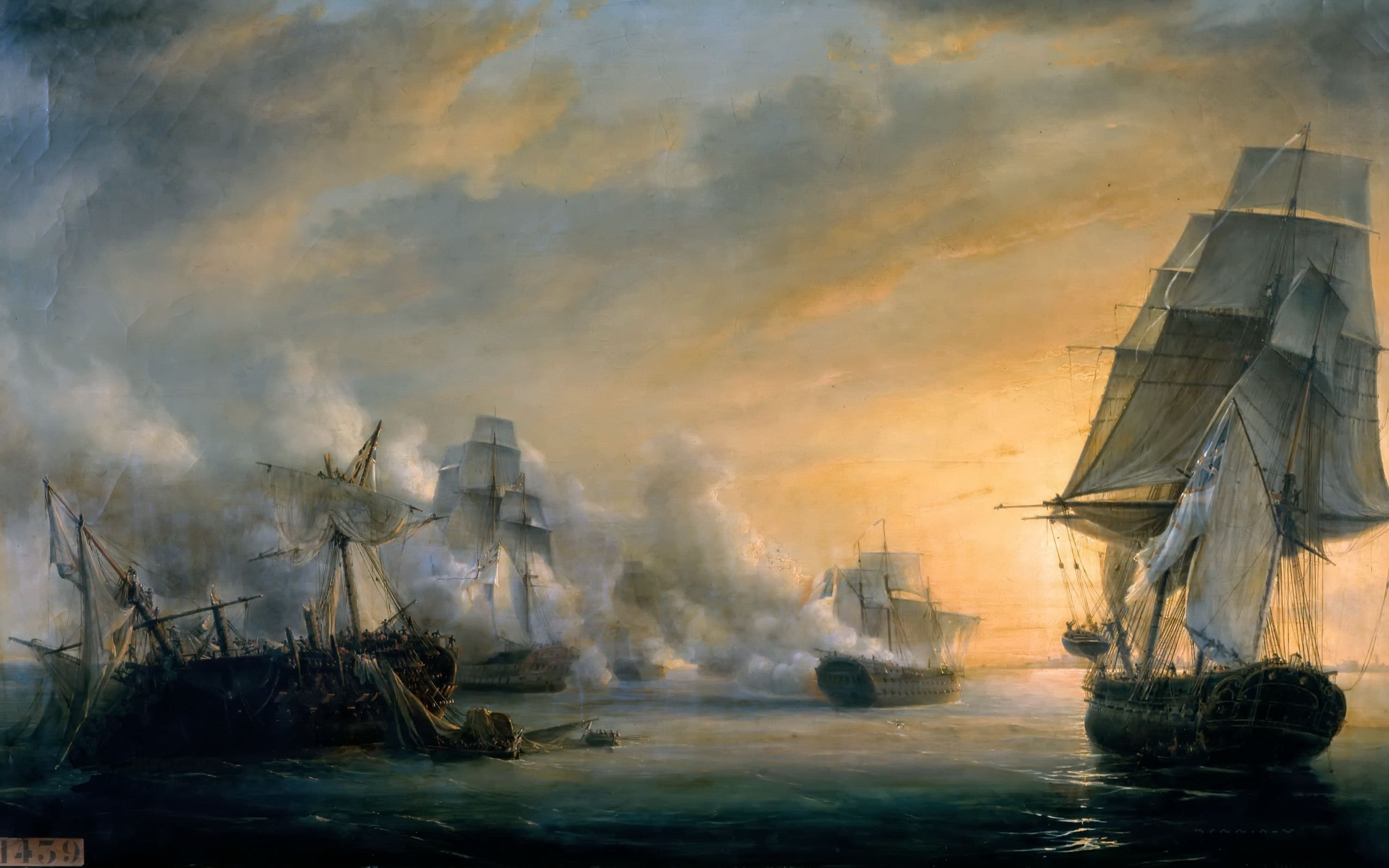
Die Formidable im Gefecht mit britischen Schiffen.
(Zweites Seegefecht vor Algeciras)

Im Jahr 1801 war die Formidable, als Flaggschiff von Contre-amiral Charles Linois Teil eines drei Linienschiffe und eine Fregatte umfassende französische Geschwaders, welches den Auftrag hatte zusammen mit spanischen Seestreitkräften bei der Straße von Gibraltar zu operieren. In der folge kam es am 6. Juli 1801 zum Ersten Seegefecht vor Algeciras. Bei diesem konnte das französische Geschwader, unterstützt durch spanische Kräfte, ein aus sechs Linienschiffen bestehendes britisches Geschwader besiegen, wobei ein britisches 74-Kanonen-Linienschiff erbeutet werden konnte. Die französischen Schiffe erlitten hierbei aber teils schwere Schäden. Auf der Formidable wurden neben dem Kommandanten Laindet Lalonde weitere 47 Mann getötet und 179 verletzt. Diesem folgte am 12.–13. Juli 1801 das Zweite Seegefecht vor Algeciras. Hierbei wurde das angeschlagene französisch Geschwader, verstärkt durch starke spanische Kräfte – insgesamt 9 Linienschiffe und 4 Fregatten – durch die Briten – 5 Linienschiffe und 2 Fregatten – geschlagen. Wobei zwei spanische Linienschiffe versenkt und ein französisches Linienschiff gekapert werden konnte. In diesem Gefecht zeichnete sich die Formidable aus, weshalb der als Ersatz für den getötet Laindet Lalonde mit dem Kommando betraute Capitaine de frégate Amable Troude später zum Capitaine de vaisseau befördert wurde.
In den Jahren 1802 und 1803 gehörte das Schiff zum Geschwader von Admiral Latouche-Tréville, welches bei Saint-Domingue (Karibik) eingesetzt war.
Am 17. Januar 1805 verließ die Formidable kommandiert von Pierre Dumanoir Le Pelley, als Teil der Flotte von Vizeadmiral Pierre de Villeneuve, zusammen mit 10 weiteren Linienschiffen und 8 Fregatten Toulon. Am 20. Januar gelang es dem französischen Verband, sich der Überwachung durch eine britische Flotte unter dem Kommando von Horatio Nelson zu entziehen. Sie passierte Gibraltar und steuerte, verstärkt durch sieben spanische und drei weitere französische Schiffe, in Richtung Martinique (Karibik), das sie am 13. Mai erreichte. Ziel dieser Operation war es, so viele britische Schiffe wie möglich von Europa wegzulocken um eine Invasion Englands durch die L’Armée des côtes de l’Océan von Napoleon zu ermöglichen. In der Karibik wurde die Insel Rocher du Diamant von den Briten zurückerobert. Als Villeneuve am 7. Juli erfuhr, dass die Flotte Nelson in der Karibik angekommen war, befahl er, nach Europa zurückzukehren. Auf dem Weg geriet die französisch-spanische Flotte in einen Sturm und wurde bei der Einfahrt in die Biskaya durch Gegenwind aufgehalten. Am 22. Juni 1805 wurde die Flotte von einer britischen Flotte unter Vizeadmiral Sir Robert Calder abgefangen und in die Seeschlacht bei Kap Finisterre verwickelt. Hierbei konnten zwei spanische Linienschiffe durch die Briten erobert werden. Die nach sechs Monaten auf See angeschlagene Flotte zog sich nach Cádiz zurück.

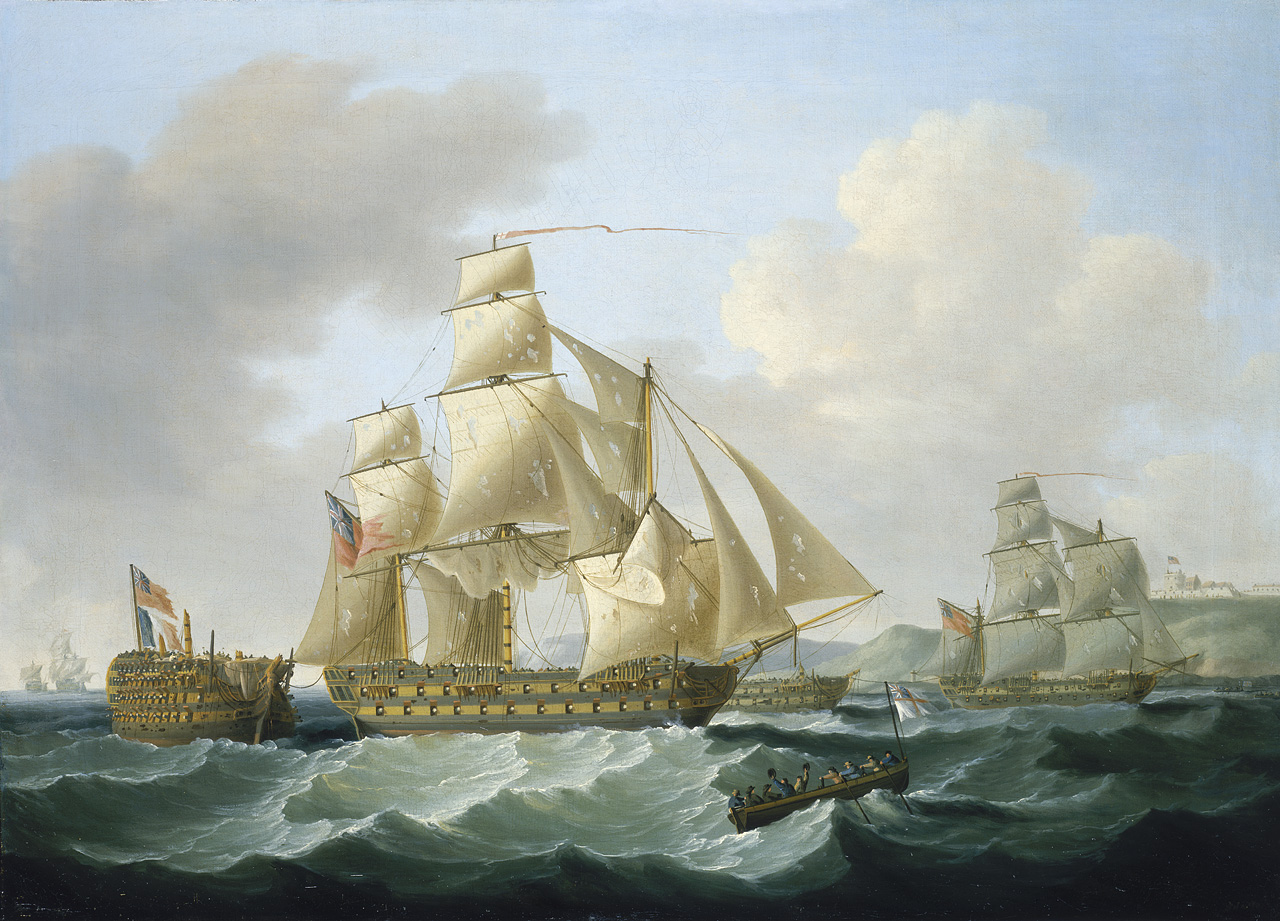
Die gekaperte Formidable im Schlepptau der HMS Cesar nach der Schlacht vor Kap Ortegal.
(Die Formidable wird hier fehlerhaft als Dreidecker dargestellt.)

Am 20. Oktober verließ die französisch-spanische Flotte den Hafen von Cádiz. Die in drei Kolonnen segelnden Schiffe nahmen Kurs auf die Straße von Gibraltar. Am Abend wurde gemeldet das achtzehn britische Schiffe die Flotte Villeneuves verfolgten. In der Nacht beschloss daher Villeneuve, zu wenden und seine Flotte in einer Linie zu formieren um sich dem Kampf zu stellen.
In der nun folgende Schlacht von Trafalgar war die Formidable Flaggschiff von Konteradmiral Dumanoir, der die Vorhut der französisch-spanischen Flotte befehligte. Diese bestand aus sechs weiteren französischen sowie drei spanischen Schiffen. Während die Schlacht tobte, behielt die Vorhut lange Zeit ihren Kurs bei, obwohl Villeneuves Signale eine Wende befahlen, um das Zentrum und die Nachhut der französisch-spanischen Linie zu unterstützen, die von den Briten angegriffen wurde. Mit Ausnahme der Intrépide, schlossen sich diese Schiffe erst gegen 16 Uhr den Kämpfen an, wo sie nur einige Kanonenschüsse abgaben.
Nach der verlorenen Schlacht zogen sich die Formidable und drei weitere Schiffe zurück und versuchten die Häfen von Brest oder Rochefort zu erreichen. Sie wurden aber am 3. November bei der Einfahrt in die Biskaya von einem britischen Geschwader abgefangen. Dieses aus vier Linienschiffen (Caesar, Hero, Courageux und Namur) sowie vier Fregatten bestehende Geschwader konnte in der nachfolgenden Schlacht von Kap Ortegal in der Nähe von Ferrol alle vier französischen Schiffe aufbringen.
Nach ihrer Kaperung wurde die Formidable am 11. November 1805 in den Hafen von Plymouth eingebracht. Anschließend wurde das Schiff aufgelegt und in HMS Brave umbenannt. Eine Indienststellung durch die britische Marine erfolgte nicht. Zwischen Januar 1808 und Juli 1814 wurde die Brave als Gefängnisschiff und anschließend bis Anfang 1816 als Pulverhulk verwendet. Ab April 1816 wurde das alte Schiff in Plymouth abgebrochen.

## Bemerkungen
1. ↑  Die französische Einteilung in Rangklassen wich von der britischen ab. Zum Zeitpunkt der Fertigstellung  der Formidable waren französische Schiffe Ersten Ranges Dreidecker mit bis zu 118 Kanonen oder Zweidecker mit 80 Kanonen.